# Kirchdorf (Barsinghausen)
Kirchdorf ist ein Ortsteil der Stadt Barsinghausen in der Region Hannover in Niedersachsen.

## Geografie
Kirchdorf liegt unmittelbar am nördlichen Rand des Deister. Zum Südosten hin geht Kirchdorf in den Barsinghäuser Ortsteil Egestorf über. Nordöstlich befindet sich der Ortsteil Langreder.

## Geschichte
Historisch nachgewiesen gilt Kirchdorf als die älteste Ortschaft im heutigen Stadtgebiet. Erstmals erwähnt wurde sie in einer karolingischen Urkunde vom 30. Juni 892. Die enge räumliche Verbindung mit Egestorf und Barsinghausen führte 1968 zu einem ersten kommunalen Zusammenschluss aller drei Orte unter dem Namen Barsinghausen, das im darauf folgenden Jahr das Recht erhielt, die Bezeichnung Stadt führen zu dürfen.

## Politik

### Stadtrat und Bürgermeister
Kirchdorf wird auf kommunaler Ebene von dem Rat der Stadt Barsinghausen vertreten.

### Wappen
Der Entwurf des Kommunalwappens von Kirchdorf stammt von dem Heraldiker und Grafiker Alfred Brecht, der zahlreiche Wappen in der Region Hannover erschaffen hat. Die Genehmigung des Wappens wurde am 19. September 1963 durch den Regierungspräsidenten in Hannover erteilt.
| Wappen von Kirchdorf | Blasonierung: „In von Rot und Silber gespaltenem Schild vorn ein silberner Kelch, hinten ein roter Festungsturm mit Galerie.“ |
| Wappen von Kirchdorf | Wappenbegründung: Kirchdorf, 892 in einer Urkunde als „Chirihdorf“ benannt, was als „Dorf bei der Malstatt“ (= Umkreis um den heiligen Baum) gedeutet wird, gehört zu den ältesten Ortschaften am Deister. Im rechten Teil des Wappens symbolisiert der Kelch die schon sehr früh bezeugte Kirche und Pfarre, der rote Festungsturm ist dem Wappen der Herren „von Goltern“ entnommen, die Gründer und Patrone der Kirche waren. Der Festungsturm findet sich in vertauschten Farben im Wappen der ehemaligen Gemeinde Goltern und dem Barsinghausener Ortsteil Großgoltern wieder. |

## Kultur und Sehenswürdigkeiten
- Die Heilig-Kreuz-Kirche im Zentrum von Kirchdorf prägt das Ortsbild

### Galerie

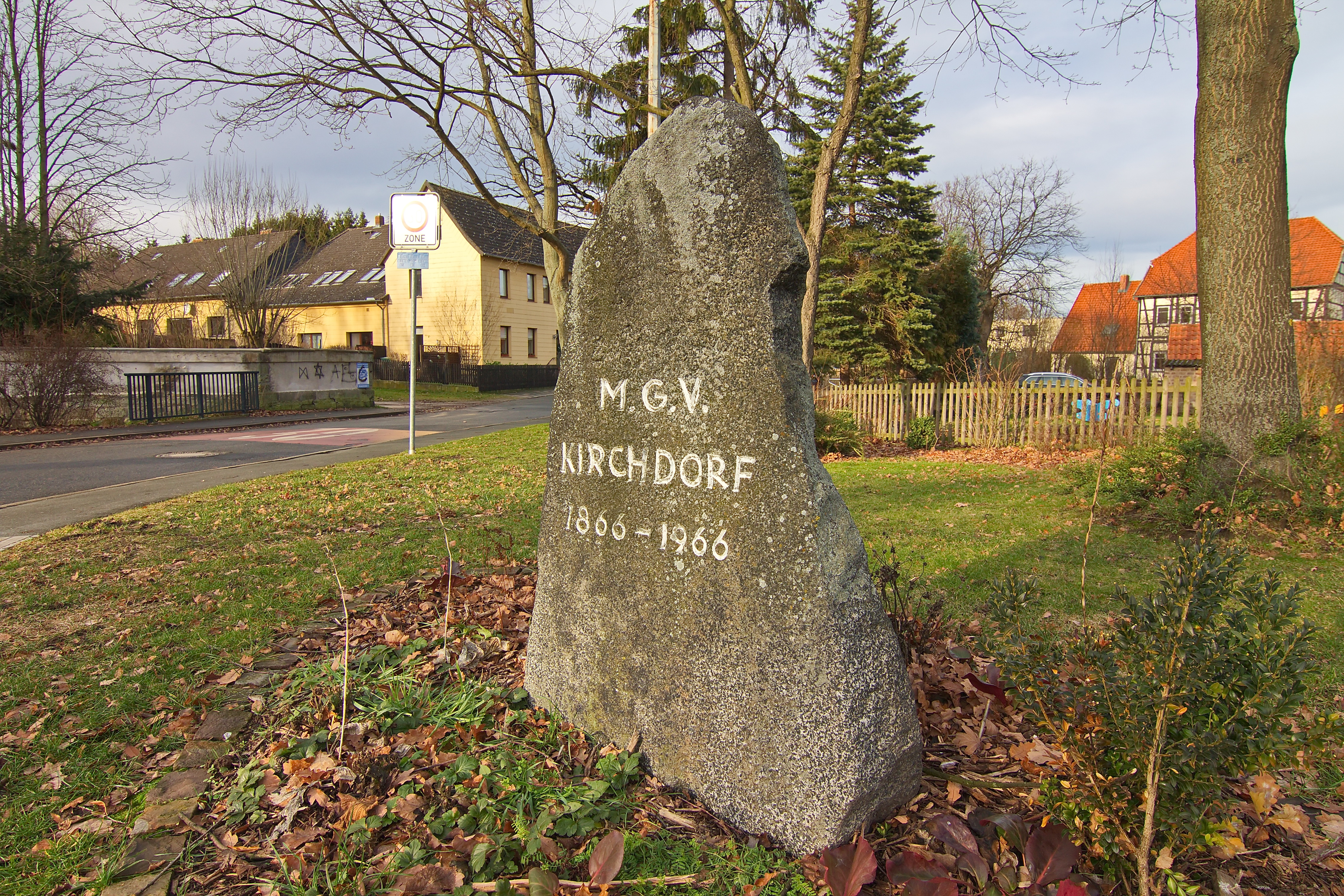
Gedenkstein
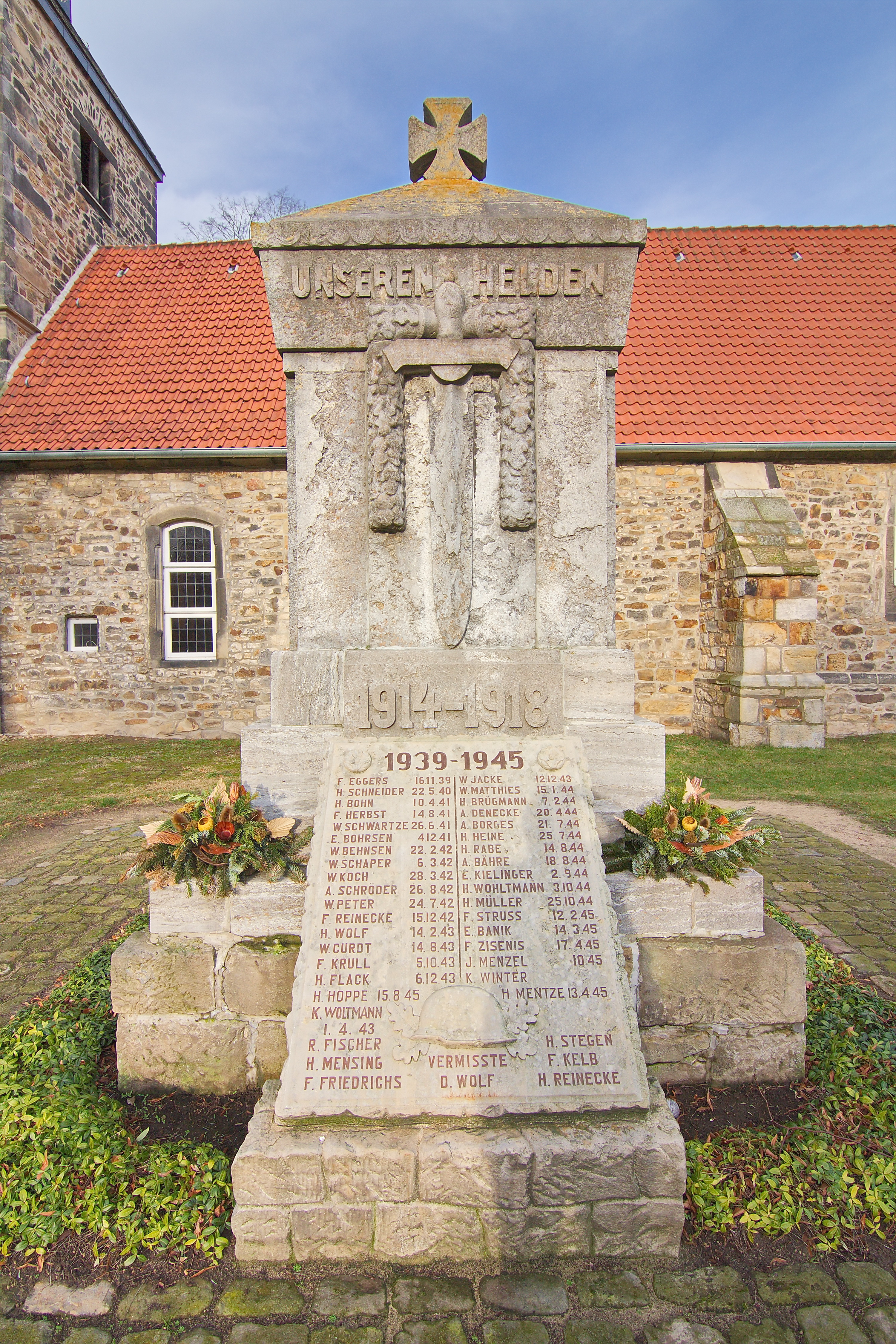
Kriegerdenkmal
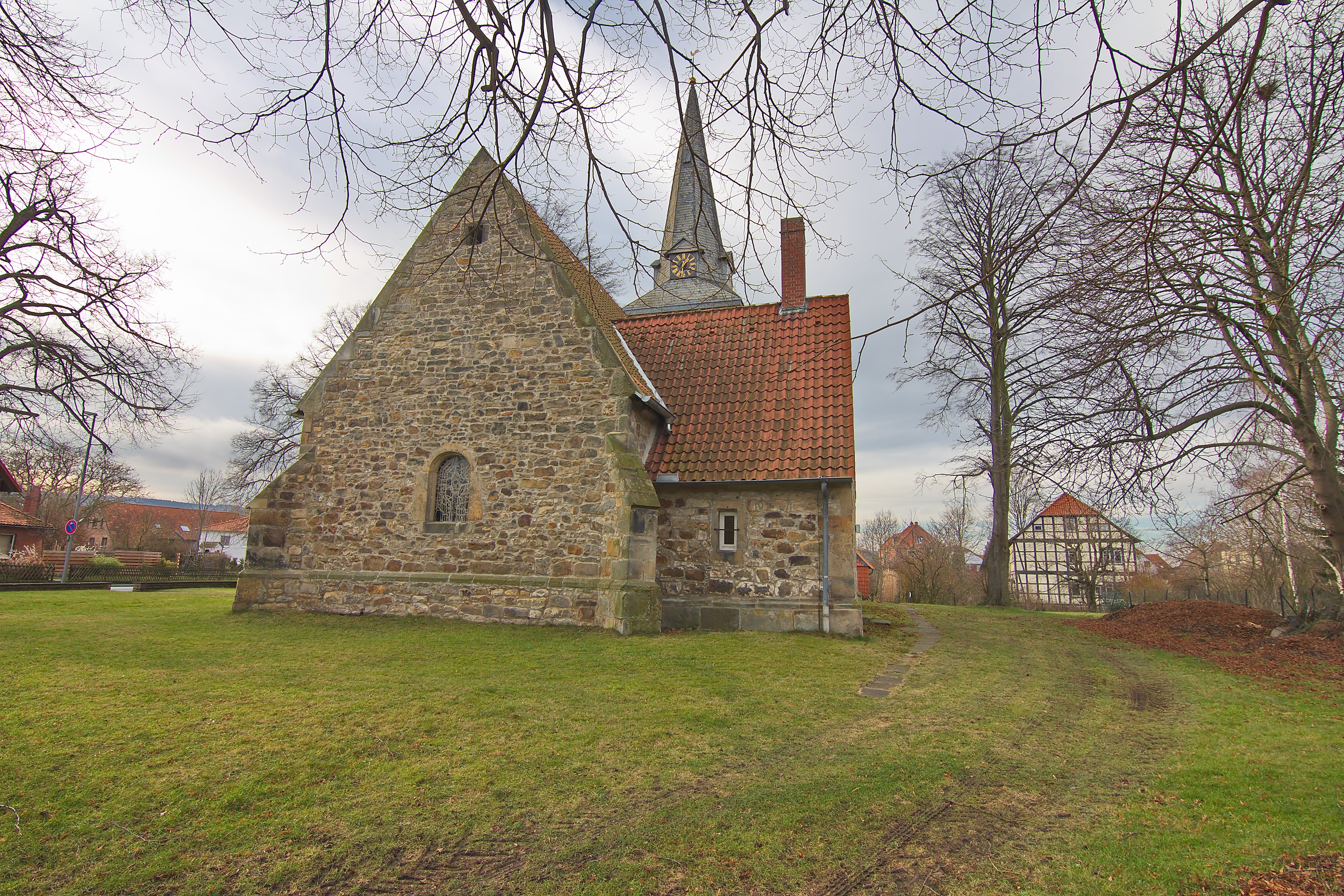
Rückansicht der Heilig-Kreuz-Kirche
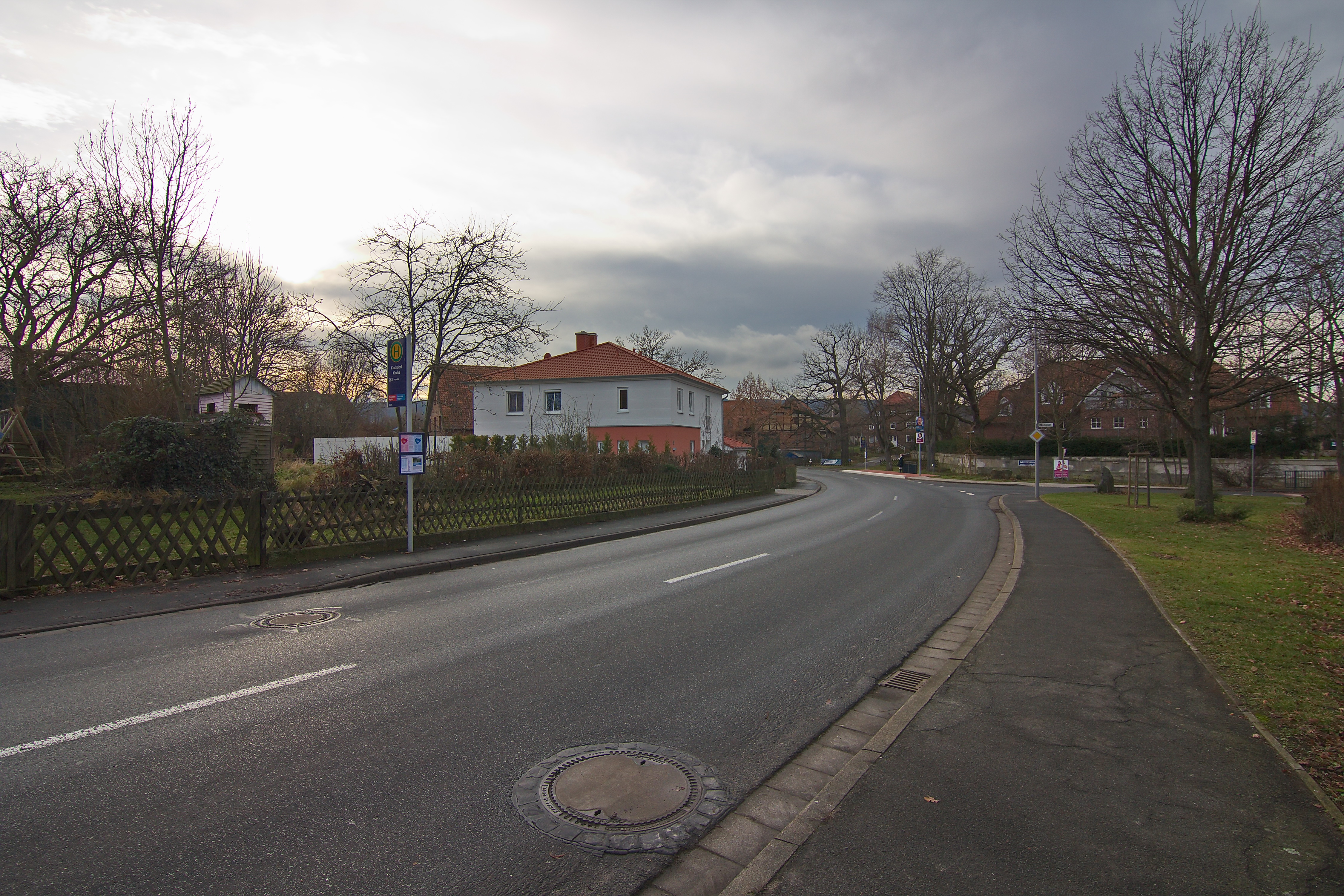
Ortsansicht

### Baudenkmäler
Siehe Liste der Baudenkmale in Kirchdorf

## Wirtschaft und Infrastruktur

### Verkehrsanbindung
Seit 1872 ist Kirchdorf durch die Deisterbahn mit Hannover verbunden. Nach einer kurzen Zeit des Betriebs mit Diesellokomotiven Mitte der 1960er Jahre erfolgt der Zugverkehr seit 1969 elektrisch. Heute verbinden die beiden S-Bahn-Linien S1 und S2 den Ort mit der Landeshauptstadt Hannover.
| Linie | Verlauf | Takt   |
| ----- | --- | ------ |
| S 1   | Minden (Westf) – Bückeburg – Kirchhorsten – Stadthagen – Lindhorst (Schaumb-Lippe) – Haste (Han) – Wunstorf – Dedensen-Gümmer – Seelze – Letter – Hannover-Leinhausen – Hannover-Nordstadt – Hannover Hbf – Hannover Bismarckstraße – Hannover-Linden/Fischerhof – Hannover-Bornum – Empelde – Ronnenberg – Weetzen – Lemmie – Wennigsen (Deister) – Egestorf (Deister) – Kirchdorf (Deister) – Barsinghausen – Winninghausen – Bantorf – Bad Nenndorf – Haste (Han) Stand: Fahrplanwechsel Juni 2022 | 60 min |
| S 2   | Nienburg (Weser) – Linsburg – Hagen (Han) – Eilvese – Neustadt am Rübenberge – Poggenhagen – Wunstorf – Dedensen-Gümmer – Seelze – Letter – Hannover-Leinhausen – Hannover-Nordstadt – Hannover Hbf – Hannover Bismarckstraße – Hannover-Linden/Fischerhof – Hannover-Bornum – Empelde – Ronnenberg – Weetzen – Lemmie – Wennigsen (Deister) – Egestorf (Deister) – Kirchdorf (Deister) – Barsinghausen – Winninghausen – Bantorf – Bad Nenndorf – Haste (Han) Stand: Fahrplanwechsel Juni 2022       | 60 min |

### Bildung
In Kirchdorf befindet sich ein Schulzentrum, das die Lisa-Tetzner-Schule (Haupt- und Realschule) und das Hannah-Arendt-Gymnasium beherbergen. Dazu gehört eine Schulbücherei, die auch für die Bürger zugänglich ist.

## Persönlichkeiten
- Karl Polstorff (1846–1911), Chemiker und Pharmazeut
- Herbert Lattmann (* 1944), Bundestagsabgeordneter